# عالم امر

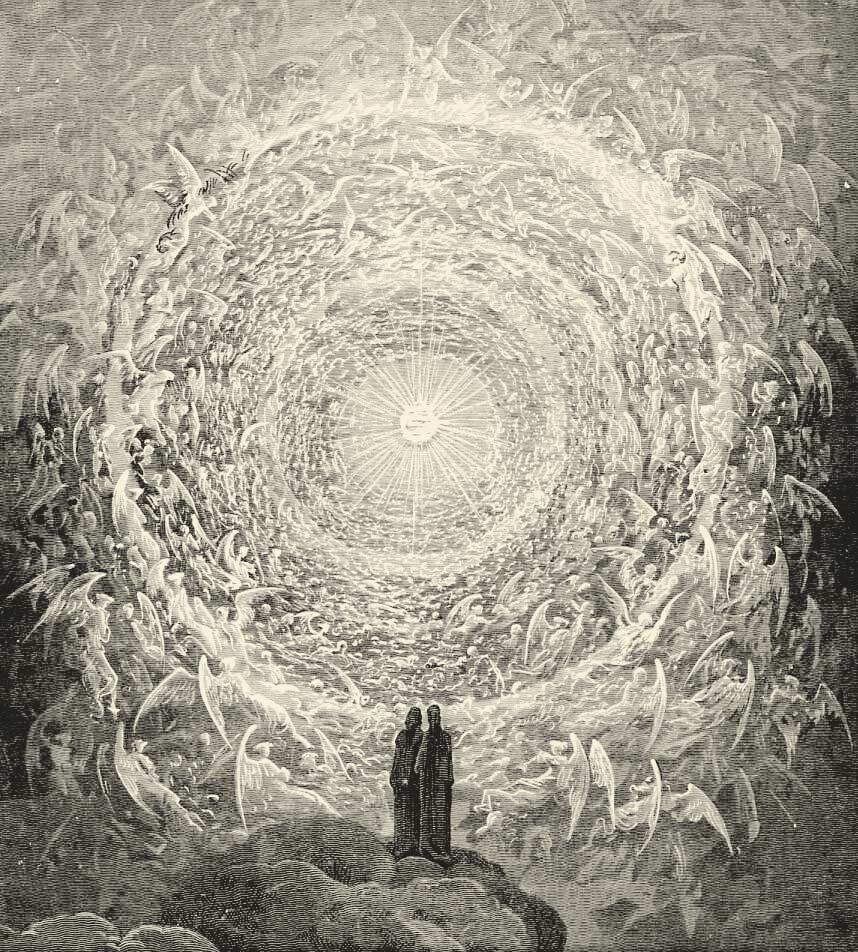
عالم ملکوت، تصویر توسط گوستاو دوره

در هستی‌شناسی، عالم امر (عالم ملکوت) Empyrean بالاترین بهشت است، متشکل از اتر در فلسفه طبیعی ارسطو. این کلمه از کلمه لاتین قرون وسطی empyreus گرفته شده است، اقتباسی از empyros یونان باستان (ἔμπυρος) به معنی "دریای اتر". 
عالم ملکوت در ادبیات مسیحی محل سکونت موجودات آسمانی متبرک به قدرت الهی و نور خالص، و نزدیک به سرچشمه انرژی و نور هستند.  در پایان بهشت دانته، دانته بالاترین سطوح ملکوتی را ادراک می‌کند.
این کلمه هم به عنوان اسم و هم به عنوان صفت استفاده می‌شود، اما empyreal یک صفت جایگزین است. واژه‌های علمی empyreuma و empyreumatic، ریشه یونانی یکسانی دارند. 